# Quality Distributors
El Quality Distributors es un equipo de fútbol de Guam que juega en la Liga de fútbol de Guam, la primera división de fútbol en el país.

## Historia
Fue fundado en el año 1995 en la ciudad de Harmon con el nombre Wolverines I, nombre que cambiaron en el año 2000 por el que tienen actualmente.
Es uno de los equipos de fútbol más ganadores de Guam, ya que han sido campeones de liga en 6 ocasiones, todas después del año 2007 incluyendo la temporada 2009/10 donde ganaron todos los partidos de la temporada, y también han sido campeones de copa en 4 ocasiones.

## Palmarés
- Guam Men's Soccer League: 6

2007, 2007–08, 2008–09, 2009–10, 2011–12, 2012-13
- Guam FA Cup: 4

2008, 2009, 2011, 2013

## Jugadores

### Jugadores destacados
| - Brett Maluwelmeng - James Bush - Scott Leon Guerrero | - Douglas Ferreira - Jan-Willem Staman - Kirk Schuler |